# Deutsches Eherecht im Zweiten Weltkrieg

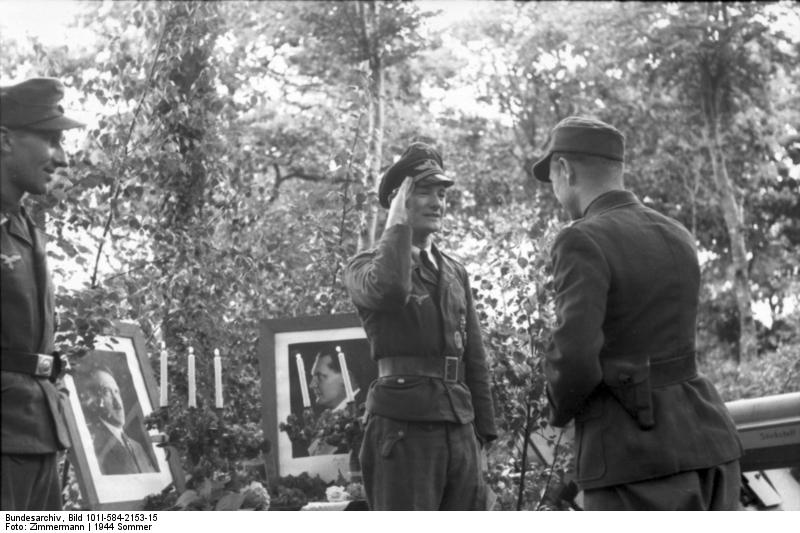
Ferntrauung eines Leutnants (salutierend) der Luftwaffe, Tisch mit Kerzen und Bildern von Adolf Hitler und Hermann Göring, Aufnahme einer Propagandakompanie vom 21. Juni 1944

Das deutsche Eherecht im Zweiten Weltkrieg umfasst die während des Zweiten Weltkriegs geschaffenen Sonderregelungen zu Eheschließung und Ehescheidung. So gab es die Möglichkeit einer Ferntrauung, einer postumen Eheschließung („Leichentrauung“) und einer Totenscheidung. Postmortale Eheschließungen hatte es in Frankreich schon während des Ersten Weltkriegs gegeben.
Eheschließungen zwischen „Deutschblütigen“ und „Juden“ waren seit 1935 durch die Nürnberger Rassegesetze untersagt. Für „jüdische Mischlinge“ galten unterschiedliche Bestimmungen; ihre Anträge auf Heiratsgenehmigungen wurden ab 1942 „für die Dauer des Krieges“ nicht mehr bearbeitet.

## Ferntrauung
Die Möglichkeit einer Ferntrauung bestand nach §§ 13 ff. der Dritten Verordnung zur Ausführung des Personenstandsgesetzes (Personenstandsverordnung der Wehrmacht) vom 4. November 1939 für Wehrmachtsangehörige, die „an einem Krieg, einem kriegsähnlichen Unternehmen oder einem besonderen Einsatz teilnahmen“ und ihren Standort verlassen hatten. Angehörige der Wehrmacht waren die Soldaten und die Wehrmachtsbeamten. Notwendig waren dazu eine Willenserklärung des Wehrmachtsangehörigen zur Niederschrift des Bataillonskommandeurs, eine eidesstattliche Erklärung über die „arische Abstammung“ und die Heiratsgenehmigung des OKW für das Standesamt der Braut. Zur Beschleunigung bedurfte es keines Aufgebots. Befreiung vom Aufgebot konnte bereits nach der Zweiten Verordnung zur Durchführung des Personenstandsgesetzes vom 30. August 1939 erteilt werden.
Für bewaffnete Einheiten der SS galten die Vorschriften entsprechend. Ebenso wurde die Regelung auf „die außerhalb des Reiches im Kriegseinsatz befindlichen Angehörigen der Deutschen Reichsbahn“ erstreckt.
Im August 1940 wurde der Anwendungsbereich auf Wehrmachtsangehörige und andere deutsche Staatsbürger, die sich außerhalb des deutschen Reichsgebiets aufhielten, ausgeweitet. An die Stelle des Bataillonskommandeurs trat bei Wehrmachtsangehörigen der zuständige deutsche Militärattaché, bei Kriegsgefangenen ein nach dem Abkommen über die Behandlung der Kriegsgefangenen bestimmter Vertrauensmann bzw. der ranghöchste gefangene Offizier des höchsten Dienstgrades.
Die Trauung im heimatlichen Standesamt musste binnen zwei Monaten, seit Februar 1941 binnen neun, seit Juli 1941 binnen sechs und seit Oktober 1942 wiederum binnen neun Monaten seit Erklärung des Mannes, die dem Standesbeamten übersandt wurde, vor zwei Trauzeugen stattfinden. Umgangssprachlich wurde diese Ferntrauung als „Stahlhelmtrauung“ oder „Trauung mit dem Stahlhelm“ bezeichnet, da bei der Zeremonie im Standesamt ein Stahlhelm an die Stelle gelegt wurde, die ansonsten der Bräutigam eingenommen hätte.
Die Ehe wurde in dem Zeitpunkt wirksam, in dem die Frau ihren Willen, die Ehe einzugehen, vor dem Standesbeamten erklärte. Dies galt auch, wenn der Mann zu diesem Zeitpunkt bereits verstorben war. Die Ehe galt dann als an dem Tag zustande gekommen, an dem der Mann seinen Willen, die Ehe einzugehen, zur Niederschrift erklärt hatte. Ansonsten übersandte der Standesbeamte dem Mann eine gebührenfreie Heiratsurkunde, aus der der Umstand der Ferntrauung nicht ersichtlich war.
Aus dem bei der Eheschließung zu eröffnenden Blatt im Familienbuch war jedoch ersichtlich zu machen, dass die Ehe in Abwesenheit des Mannes geschlossen worden war.

## „Leichentrauung“
Die Möglichkeit der Ferntrauung schloss diejenigen Soldaten aus, die nicht mehr zur Niederschrift ihres Willens, eine Ehe einzugehen, gekommen waren, bei denen aber der Nachweis erbracht werden konnte, dass sie willens gewesen waren, die Ehe einzugehen.
Am 6. November 1941 unterzeichnete Adolf Hitler zusammen mit Hans Heinrich Lammers, dem Chef der Reichskanzlei, und Wilhelm Keitel, dem Chef des Oberkommandos der Wehrmacht, einen entsprechenden Geheimerlass. Darin wurde Reichsinnenminister Wilhelm Frick ermächtigt, „die nachträgliche Eheschließung von Frauen mit gefallenen oder im Felde verstorbenen Wehrmachtsangehörigen anzuordnen, wenn nachweislich die ernstliche Absicht, die Ehe einzugehen, bestanden hat und keine Anhaltspunkte dafür vorliegen, daß die Absicht vor dem Tode aufgegeben ist. Für Berufssoldaten ist die Zustimmung des Oberkommandos der Wehrmacht einzuholen.“ Eine Veröffentlichung dieser Anordnung habe zu unterbleiben. Am 25. März 1942 gab das Reichsinnenministerium den Wortlaut der Ermächtigung innerhalb der Verwaltung bekannt. Am 15. Juni 1943 informierte der Reichsinnenminister die Standesämter „vertraulich“ von der Existenz des Führererlasses und stellte Richtlinien für die Bearbeitung der Anträge auf. Insbesondere die üblichen Ehehindernisse nach dem Gesetz zum Schutze des deutschen Blutes und der deutschen Ehre und dem Ehegesundheitsgesetz seien zu berücksichtigen.
Während bei der Ferntrauung zwischen dem Soldaten und seiner zukünftigen Ehefrau ein schriftlich fixierter Ehekonsens bestand, lag es im Fall der „Leichentrauung“ oder „Totenehe“ allein bei der Frau, den letzten Willen des Gefallenen bei den Behörden zu bezeugen. Die Frau, die einen
Toten heiratete, wurde durch die Ehe nicht Ehefrau, sondern Witwe. Die nachträglich geschlossene Ehe war bereits bei ihrer standesamtlichen Vollziehung durch den Tod des gefallenen oder verstorbenen Ehegatten wieder aufgelöst.
Die Frau war als Kriegerwitwe sozial abgesichert, ein gemeinsames Kind galt nicht als unehelich. Vergeblich äußerte Staatssekretär Franz Schlegelberger vom Reichsjustizministerium Bedenken gegen diesen Erlass: Möglich sei nun eine Erschleichung der Ehe, um finanzielle Versorgungsleistungen als Kriegerwitwe zu erlangen oder ein Erbteil zu beanspruchen.
Der Sicherheitsdienst der SS stellt in seinen Meldungen aus dem Reich am 2. März 1944 dar, die Möglichkeit der nachträglichen Eheschließung sei inzwischen in weiten Kreisen bekannt und „im allgemeinen mit Befriedigung aufgenommen“ worden. Es hätten sich jedoch „Schwierigkeiten ergeben, die zu ungünstigen stimmungsmäßigen Auswirkungen Anlass gaben“. Vielfach widersetzten sich die Eltern des Gefallenen mit der Begründung, es habe sich nicht um ein ernstliches Eheversprechen gehandelt. In zahlreichen Fällen werde berechtigt der Vorwurf erhoben, der Braut ginge es allein um wirtschaftliche Vorteile. Nachträglich würden Erbansprüche erhoben und die Eltern des Gefallenen blieben in manchen Fällen nun von der Erbfolge ausgeschlossen. Schließlich führe die nachträgliche Eheschließung zu „biologisch ungünstigen Ergebnissen“, da eine gut versorgte junge Witwe keine neue Familie gründen werde und keine weiteren Kinder von ihr zu erhoffen seien. Auch werde der Verdacht geäußert, die Möglichkeit würde missbraucht, um von anderen Männern gezeugte Kinder zu legitimieren.
Schließlich werden im Bericht die gelieferten „Anregungen“ zusammengefasst: Eine nachträgliche Eheschließung solle nur dann bewilligt werden, wenn ein Kind aus dieser Verbindung hervorginge. Grundsätzlich solle nur das Kind erbberechtigt sein, nicht aber die Braut.
Ähnliche Vorschläge der Fachleute aus dem Justizministerium waren beiseitegelegt worden; den vom SD zusammengestellten „Anregungen“ aus dem Volke war teilweise Erfolg beschieden: Im Juni 1944 wurde die Erbberechtigung auf das Kind beschränkt, welches vom gefallenen Bräutigam gezeugt worden war. Insgesamt kam es zu etwa 25.000 derartigen Trauungen mit gefallenen Soldaten.

## Totenscheidung
Entsprechend der Diskussion um die Eingehung einer Ehe mit Verstorbenen wurde im Reichsjustizministerium beraten, ob eine durch den Tod bereits aufgelöste Ehe noch geschieden werden könne. Die beträchtliche Zahl der Leichentrauungen hatte die ohnehin grassierenden Gerüchte über die „Heldenwitwen“ verstärkt. Man sagte ihnen nach, sie seien ehrlos und führten „ein sorgenfreies Leben und lassen sich mit anderen Männern ein“.
Reichsjustizminister Otto Thierack hatte im November 1942 vertrauliche Richtlinien für die Gerichte ausgegeben, nach denen der „Kriegsehebruch“ (§ 172 RStGB) zu ahnden sei.
In der Fünften Durchführungsverordnung zum Ehegesetz vom 18. März 1943 wurde die Möglichkeit einer „Totenscheidung“ geschaffen, damit „ehrvergessene Frauen, die, während der Mann an der Front stand, unter […] anstößigen Umständen die Ehe gebrochen haben […], sich nicht nach dem Soldatentode ihres Mannes als Kriegerwitwe aufspielen dürfen“.
Das Verfahren zur Ehescheidung des Toten leitete der Staatsanwalt bei dem für den Scheidungsantrag zuständigen Landgericht ein. Er beantragte die Feststellung des Rechts auf Ehescheidung für den Verstorbenen. Dabei konnten Verfehlungen des überlebenden Ehegatten geltend gemacht werden, von denen erwiesen oder als sicher anzunehmen war, dass der Verstorbene ein Scheidungsbegehren auf sie gestützt haben würde (§ 7 der Fünften Durchführungsverordnung). Stellte das Gericht fest, dass das Scheidungsbegehren des Verstorbenen gerechtfertigt war, erlangte die überlebende Ehefrau die rechtliche Stellung einer Geschiedenen. Die Scheidung galt rückwirkend ab dem Tag vor dem Tod des Mannes und war damit in ihrer Rechtswirkung der Regelung für die Totenehe vergleichbar. In der Feststellung wurde auch darüber entschieden, inwieweit die überlebende Ehefrau als schuldig anzusehen ist. Eine nach § 47 des Ehegesetzes schuldhaft geschiedene Ehefrau verlor das Erbrecht und die Hinterbliebenenversorgung nach §§ 100 ff. des Wehrmachtsfürsorge- und -Versorgungsgesetzes vom 26. August 1938.

## Rechtswirkungen nach 1945
Für Nordwestdeutschland untersagte die britische Militärregierung am 28. Februar 1946 nachträgliche Trauungen mit Vermissten oder gefallenen Soldaten. 1947 erwog man, alle Totenehen für ungültig zu erklären. Doch rückte man von diesem Gedanken ab, um die Rechtssicherheit zu wahren und bestehende Versorgungsansprüche aufrechtzuerhalten. Durch das Gesetz über die Rechtswirkungen des Ausspruchs einer nachträglichen Eheschließung vom 29. März 1951 räumte der Bundesgesetzgeber bei bis zum 31. März 1946 erfolgten Leichentrauungen der überlebenden Ehefrau hinsichtlich des Familiennamens, der Versorgungsansprüche und der Ehelichkeit etwaiger gemeinsamer Kinder einen der Witwe entsprechenden Status ein.
Am 23. Juni 1950 wurde im Rahmen der deutschen Wiedergutmachungspolitik das Gesetz über die Anerkennung freier Ehen rassisch und politisch Verfolgter erlassen. Danach konnten Verlobten, denen aufgrund nationalsozialistischer Gesetze oder aufgrund politischer Verfolgung und „eines Lebens außerhalb der bürgerlichen Ordnung“ die standesamtliche Eheschließung verweigert worden war, durch die Landesjustizverwaltung die Rechtswirkungen einer gesetzlichen Ehe zuerkannt werden, wenn der Tod des einen Teils die Nachholung der standesamtlichen Trauung unmöglich machte (sog. Verfolgten-Ehe). Bis 1963 wurden 1.823 entsprechende Anträge gestellt, von denen 1.255 bewilligt wurden.
Der Bundesgerichtshof erkannte 1956 zwar die Fern- und Leichentrauungen als wirksam geschlossene Ehen an, die anerkannte freie Ehe von rassisch und politisch Verfolgten jedoch nur als „verwaltungsmäßige Anordnung gewisser Ehefolgen“.
In Österreich wurde die Ferntrauung erst 1983 abgeschafft.